# Frances Brundage

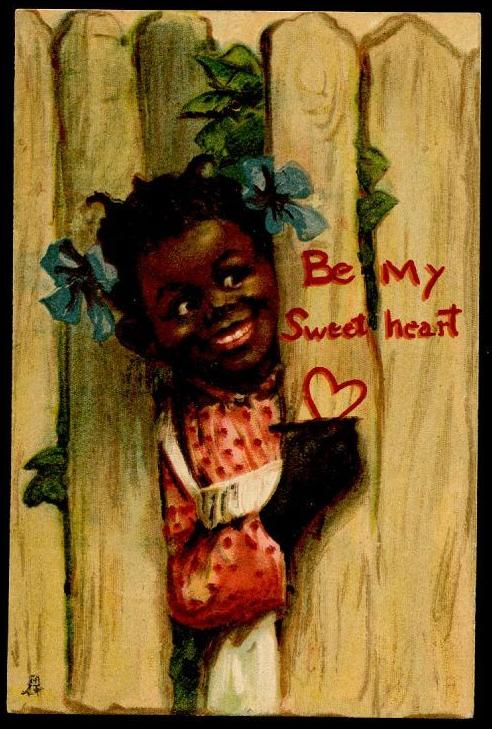
Valentinskarte nach einem Motiv von Frances Brundage

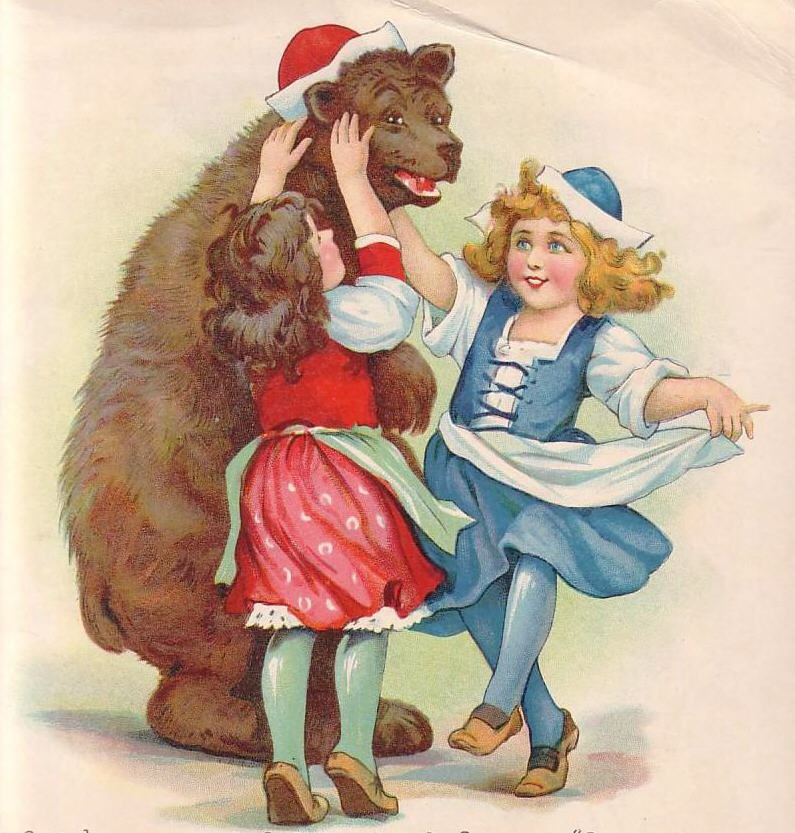
Kinderbuchillustration von Frances Brundage

Frances Isabelle Brundage geb. Lockwood (* 28. Juni 1854 in Newark (New Jersey); † 28. März 1937) war eine US-amerikanische Malerin und Kinderbuchautorin.
Frances Isabelle Lockwood war eine Tochter des Malers Rembrandt Lockwood und seiner Ehefrau Sarah Ursula, geb. Despeaux. Sie erhielt ihre Ausbildung zunächst bei ihrem Vater, den sie allerdings früh verlor: Er verließ die Familie, als Frances 17 Jahre alt war. Sie arbeitete vor allem als Illustratorin; ihr erstes Werk, mit dem sie Geld verdiente, war vermutlich die Illustration eines Gedichts von Louisa May Alcott. Vorzugsweise illustrierte sie jedoch Kinderbücher, die sie zum Teil auch selbst verfasste. So war etwa Adventures of Jack ein Kinderbuch, das sie selbst schrieb und illustrierte.
1886 heiratete Frances Lockwood den Künstler William Tyson Brundage (1849–1923). Nachdem ihre einzige Tochter 1891 schon als Kleinkind gestorben war, gehörten Kinderdarstellungen zu den Hauptmotiven ihrer oft auf Grußkarten und Kalenderbildern veröffentlichten Gemälde. Frances Isabelle Brundage arbeitete für renommierte Verlage, darunter Stecher Lithographic, De Wolfe, Fiske & Company, Fred A Stokes, Charles E. Graham & Company, E. P. Dutton, Hayes Samuel Gabriel, Saalfied und Raphael Tuck & Sons.